# Paspoortaffaire
De paspoortaffaire was een Nederlands politiek schandaal dat in 1984 is begonnen met het voornemen een nieuw, fraudebestendig Europees paspoort te ontwikkelen. Door de onderlinge strijd tussen ambtenaren van het ministerie van Binnenlandse Zaken en hun collega's van het ministerie van Buitenlandse Zaken, die beide meenden zelf volledige zeggenschap over het Nederlandse paspoort te hebben, ontstond een situatie waarin beide ministeries zonder onderling overleg een nieuw paspoort lieten ontwikkelen. Het bedrijf dat in opdracht van de staat het paspoort zou ontwikkelen, bleek in 1988 niet in staat om aan de verplichtingen te voldoen.
Dit leidde tot de Parlementaire enquête naar de Paspoortaffaire onder leiding van Loek Hermans. De commissie had zware kritiek op het gehele besluitvormingsproces en de communicatie tussen betrokken ministeries. Deze conclusies leidden tot het aftreden van Wim van Eekelen, de minister van Defensie, en René van der Linden, de staatssecretaris van Buitenlandse Zaken.